# .NET Framework
.NET Framework (читається дот-нет) — програмна технологія, запропонована фірмою Microsoft як платформа для створення як звичайних програм, так і веб-застосунків. Багато в чому є продовженням ідей та принципів, покладених в технологію Java. Однією з ідей .NET є сумісність служб, написаних різними мовами. Хоча ця можливість рекламується Microsoft як перевага .NET, платформа Java має таку саму можливість.
Однак, важливо зазначити, що .NET Framework є орієнтованим виключно на операційну систему Windows і не підтримує кросплатформенність. Для вирішення цієї проблеми Microsoft розробила .NET Core, який став першим кроком до підтримки кількох операційних систем, включаючи Linux та macOS. У 2020 році ці дві платформи були об'єднані в єдину кросплатформну екосистему — .NET, що дозволяє створювати сучасні застосунки для різних пристроїв і платформ, використовуючи одну і ту ж кодову базу.
.NET Framework поділяється на дві основні частини — середовище виконання (по суті віртуальна машина) та інструментарій розробки.
Як і технологія Java, середовище розробки .NET створює байт-код, призначений для виконання віртуальною машиною. Вхідна мова цієї машини в .NET називається CIL (Common Intermediate Language), також відома як MSIL (Microsoft Intermediate Language), або просто IL. Застосування байт-коду дозволяє отримати крос-платформність на рівні скомпільованого проєкту (в термінах .NET: збірка), а не на рівні початкового тексту, як, наприклад, в C. Перед запуском збірки в середовищі виконання (CLR) байт-код перетворюється вбудованим в середовище JIT-компілятором (just in time, компіляція на льоту) в машинні коди цільового процесора.

## Історія
Розробка Microsoft технології .NET Framework почалась у 1999 році.
Офіційно про розробку нової технології було оголошено 13 січня 2000 року. В цей день керівництвом компанії була озвучена нова стратегія, яка отримала назву Next Generation Windows Services (скор. NGWS, укр. Нове покоління служб Windows). Нова стратегія повинна була об'єднати у єдине вже наявні і майбутні розробки Microsoft для надання можливості користувачам працювати з Всесвітньою павутиною з допомогою бездротових пристроїв, що мають доступ в Інтернет, як зі стаціонарних комп'ютерів.

### Цілі і завдання

Частини платформи .NET

Під час конференції, що проходила в цей день Стів Балмер заявив, що незважаючи на великі можливості домашніх комп'ютерів, корпорація вважає важливим гарантувати забезпечення роботи служб нового покоління і на пристроях, відмінних від ПК. Аналітик компанії Patricia Seybold Group Енн Томас Мейнс, проаналізувавши слова Білла Гейтса, заявила про те, що для компанії буде корисним відійти від орієнтації лише на стаціонарні комп'ютери і перехід до розробки під мобільні пристрої. За її оцінкою Гейтс проголосив курс на перехід до нової ери роботи з комп'ютером, що не буде жорстко прив'язана до платформи Windows.
Зважаючи на невелику потужність джерела живлення мобільних пристроїв, зберігання і передача програм повинна здійснюватися серверами, тоді як на той момент практично вся інформація користувача, ПЗ зберігалися на стаціонарних комп'ютерах локально. Тоді ідея переходу до «сервероцентричної» моделі мала міцну підтримку серед керівників найбільших IT-компаній. Так, наприклад, Скотт МакНілл, голова Sun Microsystems оголосив про придбання компанією офісного програмного забезпечення (StarOffice), щоб конкурувати з Microsoft Office, для того, щоб перейти до сервер-клієнтського ПЗ.
У Microsoft на той момент було безліч причин переходу до нової стратегії. Компанія домінувала на ринку операційних систем і веб-браузерів, володіла безліччю напрацювань у галузі ПЗ для Інтернету, включаючи портали MSN і WebTV, а також мала частку в компаніях, що займалися наданням ПЗ на прокат через Інтернет. Крім того, як пізніше згадував Андерс Хейлсберг, у корпорації було безліч різних (і часто несумісних між собою) середовищ і технологій програмування, оскільки розробка інструментів для програмістів була мовноорієнтованою, тобто для Visual Basic існував свій набір програм, а для C++ — свій. Тому однією з цілей розробки нової платформи, було об'єднання всіх найвдаліших напрацювань в рамках єдиної платформи та їх уніфікація. Крім того, ставилося завдання слідуванню усіх актуальних тенденцій в області програмування на той момент. Для прикладу, нова платформа повинна була безпосередньо підтримувати об'єктну-орієнтованість, безпеку типів, збір сміття і структурну обробку винятків. Крім того, корпорації необхідно було надати свою відповідь на Java від Sun, що набирала свою популярність.
Згідно з озвученими на той момент планам, в них входила розробка нової версії операційної системи, а також нової версії середовища розробки для програмістів, яка була б призначена для розробки веб-орієнтованих додатків. Крім того, перенесений на нову платформу мав бути і Microsoft Office. Пол Моріц, віце-президент Microsoft, як одну з майбутніх служб нової стратегії навів у приклад службу Passport, що являла собою електронний гаманець, що дозволяє користувачам зареєструвавшись одного разу здійснювати онлайн-покупки без необхідності введення на різних сайтах номерів кредитних карт і персональних даних. Тоді ж, на конференції, Балмер навів приклад реалізації нової стратегії, яка дозволить пацієнтам вирішувати безліч їх проблем через Інтернет починаючи читанням їх медичної карти і закінчуючи оплатою рахунків від лікарів.
За словами Моріц, основою для нової стратегії компанії стала розробка Windows DNA 2000, представлена у вересні 1999 року. Windows DNA 2000 об'єднала в собі нову версію СУБД SQL Server і нові програмні інструменти для полегшення розробки веб-застосунків.

### Перехід до відкритішої моделі розробки
Революція смартфонів і планшетів внесла корективи у комп'ютерний світ. Платформа Windows перестала домінувати у світі операційних систем, поруч з апаратною архітектурою x86 значну частку ринку зайняли інші рішення. Крос-платформовість та відкритість, які до того свідомо обмежувалася у Microsoft, вийшла на перший план і стала питанням виживання.
Навесні 2014 компанія Microsoft зробила спробу відродити інтерес розробників до платформи .NET шляхом переходу до відкритого процесу розробки деяких компонентів .NET. Для координації розвитку відкритих компонентів .NET у співпраці із створеною Мігелем де Ікаса компанією Xamarin заснована незалежна некомерційна організація .NET Foundation, націлена на організацію спільної розробки та залучення співтовариства в розвиток платформи .NET.

Примітно, що одночасно був представлений новий власницький компілятор .NET Native, що відрізняється підтримкою компіляції .NET проєктів на мові C# в подання на мові C++, яке можна скомпілювати у виконуваний файл за допомогою звичайного C++ компілятора. При цьому, у застосунку зберігаються такі засоби як прибирання сміття, підтримка генериків і віддзеркалень, але скомпільовані програми демонструють на 60 % вищу продуктивність і на 15 % менше споживають пам'яті.

Вже у квітні 2014 Мігель де Ікаса представив варіант компілятора Roslyn, адаптований для роботи в Unix і використанні з платформою Mono.
У листопаді 2014 компанія Microsoft оголосила про переведення серверної частини платформи .Net в розряд відкритих проєктів та забезпеченні підтримки Linux і Mac OS X. Відкритими стають не усі частини платформи .Net, а лише три компоненти: .NET Framework Libraries, .NET Core Framework Libraries і RyuJit VM. Компоненти .Net для побудови користувацьких застосунків відкривати не планується. Сирцеві тексти будуть опубліковані на GitHub і будуть розвиватися в рамках відкритого процесу розробки, в якому зможе взяти участь кожен охочий. Початковий код відкритий під ліцензією MIT, документація буде поставлятися під ліцензією Creative Commons Attribution 4.0.
У травні 2015 Microsoft оголосила про публікацію на GitHub початкових текстів набору бібліотек Windows Communication Foundation. Код відкритий під ліцензією MIT. Слід зазначити, що відкритий не повний набір бібліотек WCF для робочого столу, а тільки його підмножина, орієнтована на взаємодію з сервісами для мобільних і серверних систем. Зокрема, відкриті бібліотеки System.ServiceModel.Primitives.Provides, System.ServiceModel.Http, System.ServiceModel.NetTcp, System.ServiceModel.Duplex і System.ServiceModel.Security. Для порівняння, всього в наборі WCF налічується більше 30 компонентів System.ServiceModel.*.
Всього під управління .NET Foundation переданий код 24 пов'язаних з .NET проєктів, шість з яких раніше розвивалися компанією Xamarin. Крім раніше відкритих проєктів, таких як ASP.NET MVC, Mimekit і Mailkit, під заступництво нової організації передані початкові коди пакета .NET Compiler Platform («Roslyn»), що включає компілятори для мов C# і Visual Basic, а також набір компонентів для побудови статичних аналізаторів коду. Код Roslyn відкритий під ліцензією Apache.
Координацією проєкту займеться незалежна некомерційна організація .NET Foundation, створена Microsoft у співпраці зі створеною Мігелем де Ікаса компанією Xamarin. Починаючи з наступного випуску планується повністю відкрити весь серверний стек .NET, включаючи ASP.NET, JIT-компілятор, .NET Core Runtime, Common Language Runtime і основні бібліотеки класів. Крім того, всі компоненти серверної платформи .Net будуть портовані для операційних систем Linux і OS X, які будуть готові для промислового застосування і будуть підтримуватися поряд з Windows.
Для спрощення участі в розробці Microsoft надасть нову редакцію середовища розробки Visual Studio Community 2013, яку зможуть безкоштовно використовувати невеликі команди розробників, в яких налічується 5 і менше учасників. На відміну від безкоштовної версії Express нова редакція дозволить використовувати доповнення та надасть комплексний набір засобів для розробки програм для десктопа, веб-застосунків і мобільних програм.

## Версії
Microsoft почала розробляти. NET Framework наприкінці 1990-х під ім'ям «Next Generation Windows Services» (NGWS). У 2000 році була випущена перша бета-версія. NET 1.0.
| Версія | Номер версії    | Дата виходу       | Visual Studio                   | За замовчуванням у Windows          |
| ------ | --------------- | ----------------- | ------------------------------- | ----------------------------------- |
| 1.0    | 1.0.3705.0      | 1 травня 2002     | Visual Studio. NET              |                                     |
| 1.1    | 1.1.4322.573    | 1 квітня 2003     | Visual Studio. NET 2003         | Windows Server 2003                 |
| 2.0    | 2.0.50727.42    | 11 липня 2005     | Visual Studio 2005              |                                     |
| 3.0    | 3.0.4506.30     | 6 листопада 2006  | Visual Studio 2005 + розширення | Windows Vista, Windows Server 2008  |
| 3.5    | 3.5.21022.8     | 9 листопада 2007  | Visual Studio 2008              | Windows 7, Windows Server 2008 R2   |
| 4.0    | 4.0.30319.1     | 12 квітня 2010    | Visual Studio 2010              |                                     |
| 4.5    | 4.5.50709.17929 | 15 серпня 2012    | Visual Studio 2012              | Windows 8, Windows Server 2012      |
| 4.5.1  | 4.5.50938.18408 | 17 жовтня 2013    | Visual Studio 2013              | Windows 8.1, Windows Server 2012 R2 |
| 4.5.2  | 4.5.51209.34209 | 5 травня 2014     |                                 |                                     |
| 4.6    | 4.6.1038.0      | 20 липня 2015     | Visual Studio 2015              | Windows 10, Windows Server 2016     |
| 4.6.1  | 4.6.23123.0     | 17 листопада 2015 | Visual Studio 2015 Update 1     | Windows 10 v1511                    |
| 4.6.2  | 4.6.23907.0     | 2 серпня 2016     |                                 | Windows 10 v1607                    |
| 4.7    | 4.7.02046       | 5 квітня 2017     | Visual Studio 2017              | Windows 10 v1703                    |
| 4.7.1  |                 | 17 жовтня 2017    |                                 |                                     |
| 4.7.2  |                 | 30 квітня 2018    |                                 |                                     |
| 4.8    |                 | 18 квітня 2019    |                                 | Windows Server 2019                 |

### .NET Framework 1.0
Перший реліз .NET Framework вийшов 5 січня 2002 року для Windows 98, NT 4.0, 2000 та XP. Загальна підтримка здійснювалась компанією Майкрософт, закінчилася 10 липня 2007 року, а розширена підтримка закінчилася 14 липня 2009 року.

### .NET Framework 1.1
Наступний реліз .NET Framework вийшов 1 квітня 2003 року. Це була перша версія, що автоматично встановлювалась разом з операційною системою (Windows Server 2003). Для старіших операційних систем. NET Framework 1.1 була доступна у вигляді окремого пакету. Загальна підтримка, здійснювана компанією Майкрософт, закінчилася 14 жовтня 2008 року, а розширена підтримка повинна була закінчитися 8 жовтня 2013.

### .NET Framework 2.0
Версія 2.0 була випущена одночасно з Visual Studio 2005, SQL Server 2005 та BizTalk 2006. З виходом версії 2.0 була додана підтримка узагальнених (англ. generic) класів, анонімних методів, повна підтримка 64-бітових платформ x64 та IA-64.

### .NET Framework 3.0
.NET Framework 3.0, що спочатку називався WinFX — програмний інтерфейс програмування застосунків, який входить до складу операційної системи Windows Vista і майбутньої Windows Server Longhorn. Старий інтерфейс, Windows API, буде як і раніше доступний, але з нього не буде прямого доступу до всієї нової функціональності, що з'явилася в .NET Framework 3.0. Фінальна версія .NET Framework 3.0 була випущена 6 листопада 2006 року.
У основі .NET Framework 3.0 лежать в точності ті ж компілятори та бібліотеки (CLR), що і в .NET Framework 2.0. Цим створюється деяка плутанина, оскільки попередні версії .NET Framework (1.0, 1.1, 2.0) завжди містили свої власні версії компіляторів і CLR.
Крім того, .NET Framework 3.0 включає чотири нові частки:
- Windows Presentation Foundation (WPF) — система для побудови клієнтських програм з привабливою візуальною можливістю взаємодії з користувачем, тобто графічна підсистема
- Windows Communication Foundation (WCF) — підсистема для обміну даними між програмами
- Windows Workflow Foundation (WF) — підсистема візуального програмування
- Windows CardSpace — технологія для керування ідентифікацією при роботі в інтернет

### .NET Framework 3.5
Як і версія 3.0, .NET 3.5 використовує CLR версії 2.0. Відсутня офіційна підтримка Windows 2000, проте є не офіційна інструкція по встановленню пакета для цієї версії ОС. Нововведенням в порівнянні з .NET Framework 3.0 включають в себе:
- C # 3.0 і VB.NET 9.0
- Додавання мов LINQ і провайдерів LINQ to Objects, LINQ to XML і LINQ to SQL
- Доданий ASP.NET AJAX
- Розширено функціональність WF і WCF
- Додано простір імен System.CodeDom

### .NET Framework 4.0
Microsoft анонсувала .NET 4.0 29 вересня 2008 року. Перша бета-версія з'явилася 20 травня 2009 року, разом з бета-версією Visual Studio 2010. Нововведення включають в себе:
- Parallel Extensions — PLINQ (Parallel LINQ) і Task Parallel Library, призначені для спрощення програмування для багатопроцесорних і розподілених систем
- Нововведення в Visual Basic і C#
- Технологія Managed Extensibility Framework (MEF)
- Повна підтримка IronPython, IronRuby та F#
- Підтримка підмножин .NET Framework і ASP.NET у варіанті «Server Core»
- Підтримка Code Contracts
- Засоби моделювання Oslo і мова програмування M, призначений для створення предметно-орієнтованих мов і моделей

### .NET Framework 4.5
4.5 версія вийшла 15 серпня 2012 року Відсутня офіційна підтримка Windows XP.
- .NET для Metro додатків

Підмножина в пакеті яка надає можливість для мов C# та VB.NET писати Metro додатки.
- Зміни в ядрі

Консоль тепер повністю підтримує кодування в Юнікоді UTF-16
- Асинхронні операції

В 4.5 версії додано нові асинхронні можливості. В основних мовах C# та VB.NET це здійснено через ключові слова await та async.

### .NET Framework 4.5.1
Оновлена версія фреймворку .Net 4.5.1 була презентована разом із Visual Studio 2013 та вийшла у світ 17 жовтня 2013-го року.
Основні нововведення торкались інструментарію налагоджування та покращення продуктивності застосунків:
- Налагоджування (debugging):
  - Підтримка Edit & Continue для 64-бітної архітектури.
  - Підтримка обриву та збою зв'язку в ADO.NET.
  - Покращення асинхронного налагоджування.
- Оптимізація продуктивності застосунків:
  - Механізм стиснення великих об'єктів у пам'яті по запиту[19].
  - Вдосконалення системи побудови програм Just-In-Time для підтримки багатьох платформ.
  - Новий функціонал ASP.NET App Suspend, який дозволяє автоматично вимикати неактивні сайти та завантажувати їх по запиту[20].

## Альтернативні версії

### .NET Compact Framework
Окрім повної версії .Net, компанією Microsoft також випускається так званий «.Net Compact Framework». .Net Compact Framework є обрізаною версією повного фреймворка і несумісний з ним на рівні виконання (програми, написані для Compact Framework не можуть виконуватись виконавчим середовищем від повної версії фреймворка, для їх виконання необхідно встановити виконавче середовище саме від Compact Framework). Внутрішньо Compact Framework працює дещо інакше, ніж повний фреймворк, наприклад «збирач сміття» працює значно більш агресивно, не розділяючи об'єкти на покоління. Відмінності здебільшого обумовлені особливостями роботи компактних пристроїв: меншими розрахунковими можливостями, значно вищими вимогами до низьких енергозатрат, обмеженими графічними можливостями.

### Mono
Mono — багато-платформове вільна відкрита реалізация .NET Framework, що відповідає стандартам ECMA, включаючи серед іншого і компілятор C#, і Common Language Runtime.

## Мови програмування в .NET
- Вбудовані (постачаються разом з .NET Framework)
  - C#;
  - F#;
  - J#;
  - VB.NET;
  - JScript .NET;
  - C++/CLI — нова версія C++ (Managed);
- Такі, що постачаються окремо, сторонні — виробництва третіх фірм (неповний список)
  - Ada — див. A#
  - APL
  - Boo, оснований на Python
  - COBOL
  - Component Pascal (Component Pascal ближче до Oberon ніж до Pascal)
  - Delphi: Delphi 8, Delphi 2005, Delphi 2006
  - Eiffel
  - F#, член сімейства мов програмування ML
  - Forth
  - FORTRAN
  - IKVM, Java
  - IronPython — реалізація мови Python
  - Lexico
  - Lisp
  - Mercury
  - Mondrian
  - Nemerle — гібридна функціонально/імперативна мова
  - Oberon/Zonnon
  - Perl
  - Smalltalk